# Sede titolare di Batne dei Siri
Batne dei Siri (in latino: Bathnensis Syrorum) è una sede titolare della Chiesa cattolica.

## Storia
Batne, nei pressi dell'attuale città turca di Suruç, fu sede di un'antica diocesi della Chiesa siriaca, comunemente chiamata Chiesa giacobita.
Dal XX secolo Batne dei Siri è annoverata tra le sedi vescovili titolari della Chiesa cattolica; dal 25 febbraio 2002 il vescovo titolare è Grégoire Pierre Melki, già esarca patriarcale di Gerusalemme dei Siri.

## Cronotassi dei vescovi titolari
- Abdul-Ahad Dawood Tappouni † (19 gennaio 1913 - 24 febbraio 1921 nominato arcieparca di Aleppo dei Siri)
- Athanase Jules Benham Kalian † (26 febbraio 1921 - 6 agosto 1929 nominato arcieparca di Baghdad dei Siri)
- Basile Pierre Charles Habra † (6 luglio 1963 - 3 dicembre 1965 nominato eparca del Cairo dei Siri)
- Gregorios Elias Tabé † (24 giugno 1995 - 25 maggio 1996 nominato vescovo titolare di Mardin dei Siri)
- Pierre Grégoire Abdel-Ahad † (29 giugno 1996 - 20 febbraio 2001 confermato patriarca di Antiochia)
- Grégoire Pierre Melki, dal 25 febbraio 2002